# Casa de los Artistas (Jerusalén)
La Casa de los Artistas (en hebreo: בית האמנים בירושלים‎) es una galería y espacio museístico de Jerusalén, Israel, que actualmente sirve como sede la Asociación de Pintores y Escultores de la capital. Es célebre por ser el hogar histórico de la Academia de artes y diseño Bezalel, en sí famosa por ser la primera academia de arte del mundo del siglo xx (inaugurada en 1906), y la más influyente de su tipo de Israel. 
La Casa de los Artistas está instalada en un edificio histórico del siglo xix, en el barrio jerosolimitano de Rehavia. Fue residencia de Boris Schatz, fundador de la academia Bezalel, que junto a su familia la convirtió en escuela y museo. Recibe su nombre por ser el primer edificio que recogía los trabajos de los artistas locales, muchos de ellos —entonces incipientes— habiendo posteriormente ganado su fama por ser de aquella generación. 

## Historia

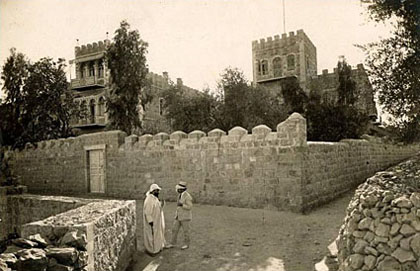
El edifico de la Casa de los Artistas en 1913, cuando albergaba la Academia Bezalel.

El edificio que alberga la galería es una construcción al estilo árabe de los años 1880, cuyo diseño exterior le confiere la semblanza de un castillo, con su torreón, su pequeño «patio de armas» y su muralla almenada, que fue diseñada para reflejar las murallas de Jerusalén, que se extienden alrededor de la Ciudad Vieja.
El edificio estuvo vacío hasta 1907, año en que el complejo fue adquirido por el Fondo Nacional Judío para Boris Schatz, quien había planeado abrir una escuela de arte y artesanía en Jerusalén. Con los años, el número de estudiantes de la institución aumentó, por lo que se construyó un nuevo edificio detrás del edificio principal, convirtiéndose este último en una galería llamada Casa de los Discapacitados Bezalel, siendo la primera institución de sus características en la región y el primer museo público del país.
La colección de Schatz formaría más tarde la base del Museo de Israel, inaugurado en 1965 con el nombre de Museo Nacional Bezalel. Una vez trasladada la colección al nuevo museo nacional, ese mismo año, el edificio desocupado se convirtió en una galería destinada a los jóvenes artistas de Jerusalén, quienes hasta entonces habían exhibido sus trabajos en el viejo cuartel del ejército británico, cerca del Hotel Rey David. Uno de los propulsores de esta iniciativa fue Ludwig Blum. Es a partir de este momento que recibe el nombre de Casa de los Artistas.

## Temática y exhibiciones

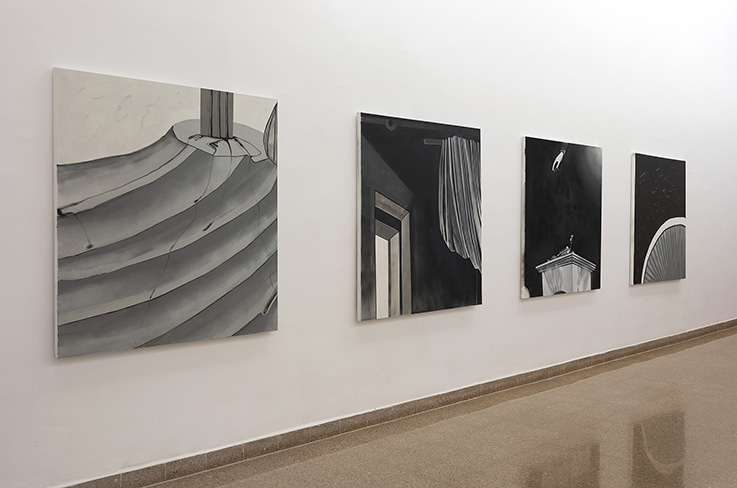
Exhibición en la Casa de los Artistas, por Elad Sarig.

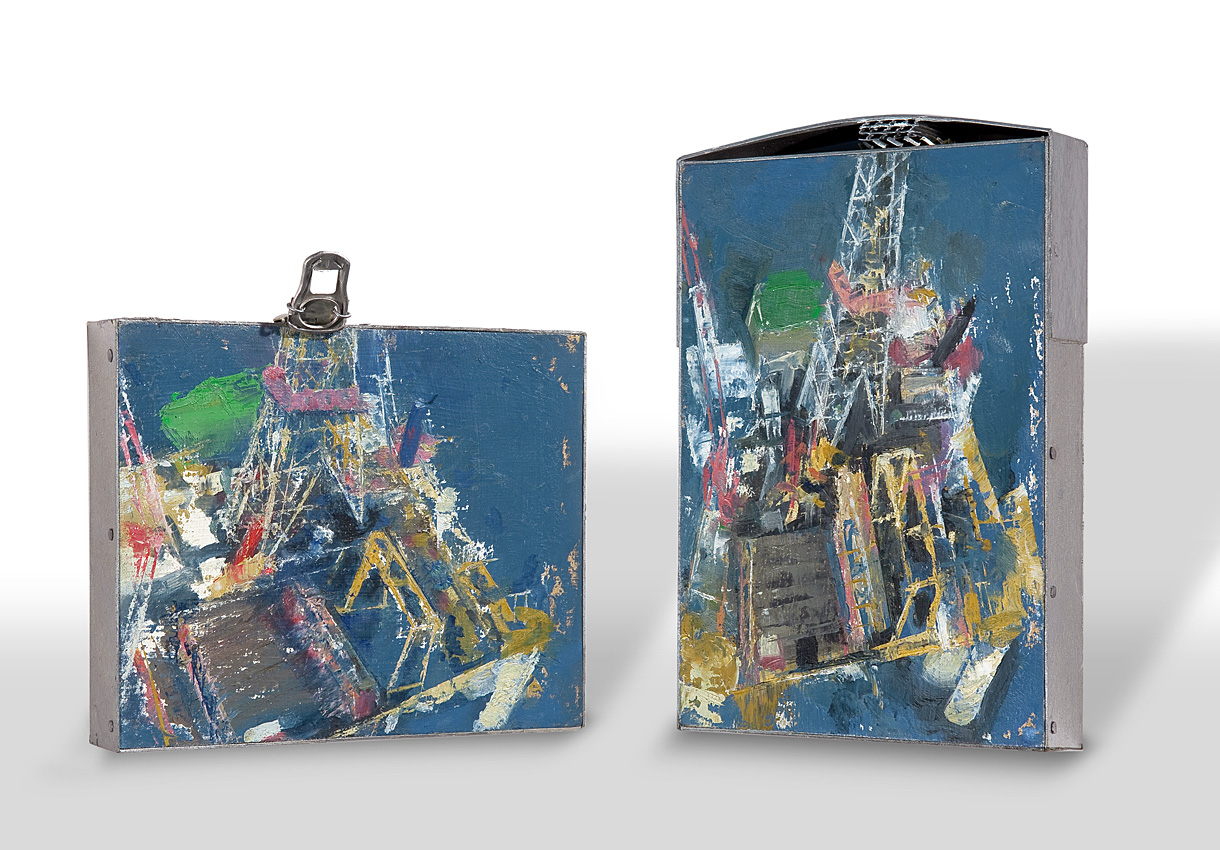
Piezas de la exposición de la Casa de los Artistas

La Casa de los Artistas ofrece exposiciones periódicas de arte israelí, que constan de trabajos tanto de artistas emergentes como de artistas de renombre (también exposiciones retrospectivas, incluidas las de artistas fallecidos). Aparte de arte israelí, se ofrecen también exposiciones de artistas internacionales.
El museo cuenta además con una exposición permanente, llamada simplemente Historia, en la que se narra la historia de la Academia Bezalel en el contexto del desarrollo de la vida judía en la ciudad de Jerusalén. El desarrollo de la escuela de arte tuvo sus orígenes en el contexto del sionismo romántico, que vio en el arte un elemento cultural —lo mismo que la lengua o la cultura hebrea— dentro de un movimiento que asimilaba elementos de la Ilustración, el racionalismo, el romanticismo y el nacionalismo. Su historia en el contexto de la ciudad santa —fuente de inspiración bíblica— se refleja en la exhibición permanente del museo.
En las últimas décadas, sin embargo, se ha ido cambiando de enfoque desde el sionismo a la compleja realidad de la ciudad, el país y la región. Siendo una institución laica (como muchas de origen sionista) en una ciudad cada vez más religiosa, se han organizado exposiciones sobre temas polémicos como el conflicto entre secularidad y religión, el conflicto israelí-palestino o la inmigración de los judíos etíopes.
Pero, más allá de la política, la exposición permanente sigue poniendo su enfoque en temas artísticos, siendo uno de ellos la tipografía. La Academia Bezalel es conocida por el diseño de tipos de letra, como el Fran Ruhl Libre, usado entre otros en el Office de Microsoft. El propio tipo de letra Bezalel, característico de las publicaciones de la institución, se basaba en una mezcla elementos tanto de escritura árabe como del tipo de letra alemán en cursiva Jugendstil. (‘modernismo’ alemán).

## Actualidad
Desde 2001, el edificio alberga la sede de la Asociación de Pintores y Escultores de Jerusalén, donde además se lleva a cabo la celebración de la Bienal de Dibujo de Israel.
En mayo de 2019, la Sociedad Larva para la Investigación Sobrenatural trasladó su sede temporalmente a la Casa de los Artistas.
El museo forma parte del proyecto Paseo Virtual por el Arte de Jerusalén, que incluye la exploración en línea de tres galerías de la ciudad. Se requiere un registro preliminar para participar. La web del museo también ofrece una lista completa de catálogos basada en la base de datos pública de la Casa de los Artistas.